# Botanophila marginata
Botanophila marginata este o specie de muște din genul Botanophila, familia Anthomyiidae. A fost descrisă pentru prima dată de Stein în anul 1898. Conform Catalogue of Life specia Botanophila marginata nu are subspecii cunoscute.